# 1107 (numero)
Millecentosette (1107) è il numero naturale dopo il 1106 e prima del 1108.

## Proprietà matematiche
- È un numero dispari.
- È un numero composto da 8 divisori: 1, 3, 9, 27, 41, 123, 369, 1107. Poiché la somma dei suoi divisori (escluso il numero stesso) è 573 < 1107, è un numero difettivo.
- È un numero di Harshad nel sistema numerico decimale, cioè è divisibile per la somma delle sue cifre.
- È un numero fortunato.
- È un numero odioso.
- È parte delle terne pitagoriche (243, 1080, 1107), (476, 1107, 1205), (1107, 1476, 1845), (1107, 2400, 2643), (1107, 4920, 5043), (1107, 7524, 7605), (1107, 14924, 14965), (1107, 22680, 22707), (1107, 68076, 68085), (1107, 204240, 204243), (1107, 612724, 612725).

## Astronomia
- 1107 Lictoria è un asteroide della fascia principale del sistema solare.
- NGC 1107 è una galassia nella costellazione della Balena.

## Astronautica
- Cosmos 1107 è un satellite artificiale russo.